# Bàsquet Girona
Club Bàsquet Girona 2014, mieux connu sous le nom de Bàsquet Girona, est un club espagnol de basket-ball évoluant en championnat d'Espagne de basket-ball (Liga ACB) soit le plus haut niveau du championnat espagnol. Il est basé dans la ville de Gérone, en Catalogne.

## Historique
Le club a été fondé en 2014 par le joueur international espagnol Marc Gasol, qui a joué au défunt CB Girona entre 2006 et 2008.

## Salle
Le club utilise le Pavelló Girona-Fontajau (en) pour ses matchs à domiciles.

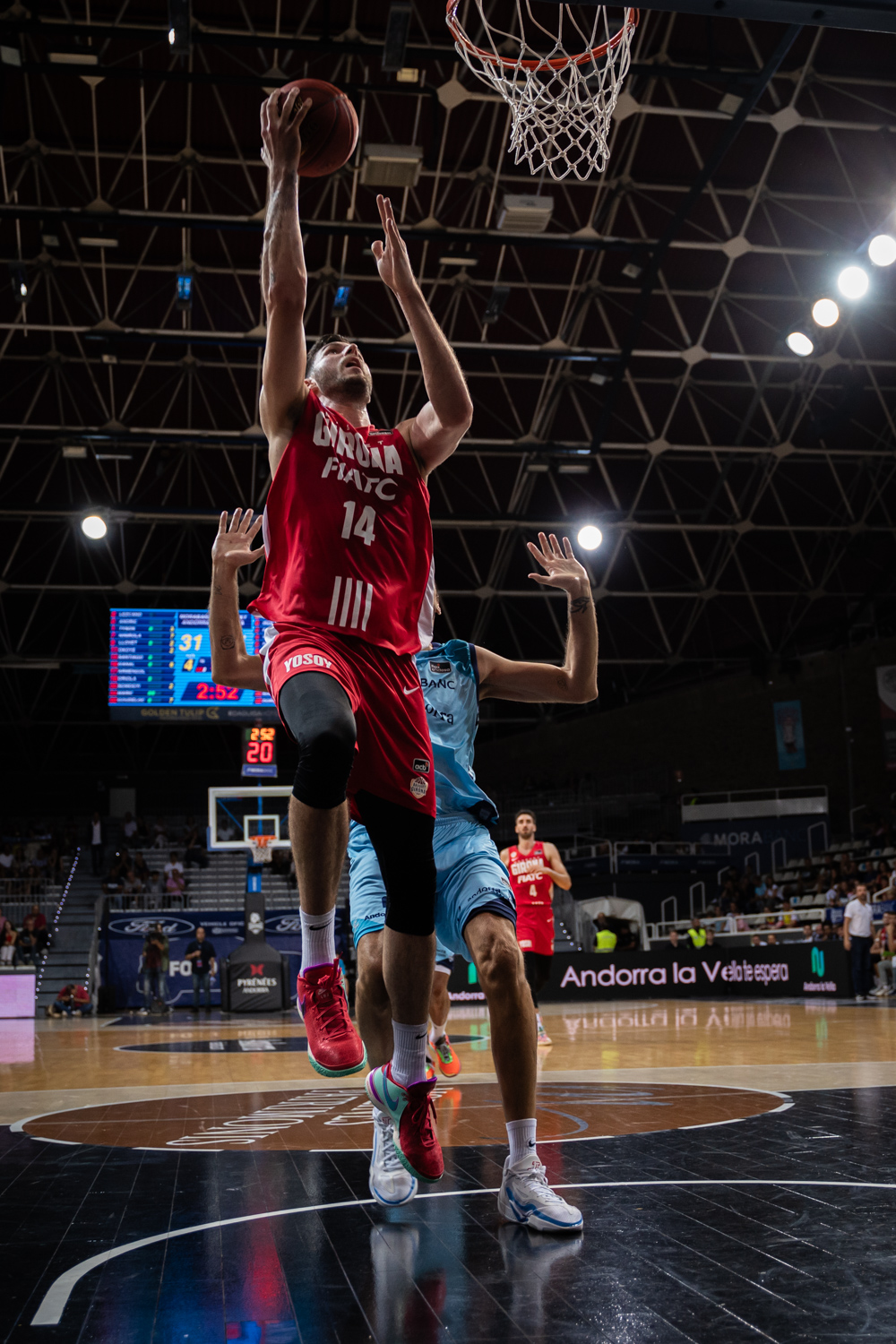
Un joueur du Bàsquet Girona au panier lors d'un match en septembre 2023.

## Entraineurs successifs
- Quim Costa (2017−2019)
- Àlex Formento (2019−2020)
- Carles Marco (2020−2021)
- Jordi Sargatal (2021−2022)
- Aíto García Reneses (2022−2023)
- Salva Camps (2023−2024)
- Fótis Katsikáris (depuis 2024)

## Joueurs historiques notables
- Marc Gasol
- Jordi Trias
- Khem Birch